# 5787 (année hébraïque)
5787 (hébreu : ה'תשפ"ז, abbr. : תשפ"ז) est une année hébraïque qui commencera à la veille au soir du 12 septembre 2026 et se finira le 1er octobre 2027. Cette année comptera 385 jours. Ce sera une année embolismique dans le cycle métonique, avec deux mois de Adar - Adar I et Adar II. Ce sera la cinquième année depuis la dernière année de chemitta.
En l'an 5787, l'État d'Israël fêtera ses 79 ans d'indépendance.

## Calendrier
Ce calendrier hébraïque de l'année 5787 donne les correspondances avec les dates du calendrier grégorien.
Le premier nombre dans chaque case correspond au jour du mois hébraïque. Les jours en couleurs sont des jours remarquables juifs ou israéliens.
| ◄◄ | 5787 | ►► |

## Décès
5782 - 5783 - 5784 - 5785 - 5786 - 5787 - 5788 - 5789 - 5790 - 5791 - 5792